# أكسيد الكروم الثلاثي
 أكسيد الكروم الثلاثي مركب كيميائي له الصيغة Cr2O3، ويكون شكله حسب طريقة التحضير إما بلورات خضراء لامعة وقاسية أو على شكل مسحوق أخضر لا بلوري.

## الخواص
- أكسيد الكروم الثلاثي أكسيد مذبذب (لا يصنف كحمض أو قاعدة) حيث أنه ينحل في الأحماض مشكلاً أملاح كروم ثلاثي سداسية الهيدرات +3[Cr(H2O)6]. ينحل أيضاً في القلويات حيث تحيط ستة جزيئات هيدروكسيد بذرة الكروم −3[Cr(OH)6].

## التحضير
يحضر الشكل البلوري من أكسيد الكروم الثلاثي من حرق مزيج من ثنائي كرومات البوتاسيوم مع كلوريد الصوديوم.
في حين أن الشكل غير البلوري من أكسيد الكروم الثلاثي يحصل عليه من تفاعل اختزال ثنائي كرومات الفلزات القلوية. في المعادلة يتم اختزال ثنائي كرومات الصوديوم باستعمال الفحم:
2Na2Cr2O7 + 3C → 2Cr2O3 + 2Na2CO3 + CO2
كما يحضر أيضاً من التفكك الحراري لمركب ثنائي كرومات الأمونيوم.

## الاستخدامات
- يستعمل أكسيد الكروم الثلاثي كخضاب في الصباغة كما يستعمل أيضاً لتلوين الزجاج باللون الأخضر.